# Vikrče
Vikrče so naselje v Občini Medvode. 
Ležijo pod stenami Grmade (676m). V stenah Grmade je plezališče Turnc. Iz naselja vodi na vzpetino več označenih poti. V Vikrčah se začne gozdna učna pot, ki poteka po pobočjih Grmade in Šmarne gore (669m). 
Leta 1933 so med Vikrčami in Mednom zgradili brv – lesen viseči most za pešce in kolesarje. Vse do takrat pa so domačini in delavci iz okoliških krajev vsak dan prečkali Savo z brodom in nadaljevali pot na delo v Ljubljano z vlakom. Leta 2023 je ob poplavah narasla reka Sava leseno brv odnesla; načrtovana je zamenjava z novo, ki pa naj ne bi bila lesena.
V Vikrčah sta ustvarjala dva priznana slovenska kulturna delavca, pesnica Lili Novy in skladatelj otroških pesmi Janez Bitenc. V vasi je umrl tudi slovenski feljtonist in logoped Vilko Mazi.